# Гулевич, Станислава Иосифовна
Гулевич Станислава Иосифовна (бел. Гулевіч Станіслава Іосіфаўна; род. 25 мая 1925, Рудня-Столбунская, Столбунская волость, Гомельский уезд, Гомельская губерния, РСФСР) — белорусская певица (меццо-сопрано). Заслуженная артистка Белорусской ССР (1976).

## Биография
Родилась 25 мая 1925 года в деревне Рудня-Столбунская Ветковского района Гомельской области.
В 1956 году окончила Белорусскую консерваторию. 
С 1956 по 1965 год — солистка Государственного театра оперы и балета Белорусской ССР. 
С 1965 года — солистка Белорусской филармонии. 
Для Станиславы Гулевич характерно естественное и проникновенное исполнение белорусских народных песен. Значительное место в репертуаре занимают также старинные романсы. 
Выступала в ГДР, Болгарии, Польше, Чехословацкой Социалистической Республике, Монголии, Бельгии. 
Лауреат 6-го Всемирного фестиваля молодежи и студентов (Москва, 1957 г.).
Среди партий: 
- Кончаковна («Князь Игорь» А. Бородин)
- Ваня («Иван Сусанин» М. Глинка)
- Полина («Пиковая дама» П. Чайковский)
- Княгиня («Русалка» А. Даргомыжский)
- Дуняша ( «Царская невеста» Н. Римский-Корсаков)
- Клара («Обручение в монастыре» С. Прокофьев)